# Boks na Igrzyskach Dobrej Woli 1998
Wyniki zawodów bokserskich, które rozgrywane były w dniach: 27. lipca - 1. sierpnia 1998. roku w Nowym Jorku.

## Medaliści
| Kategoria wagowa               | Złoto                 | Srebro                  | Brąz                                  |
| Waga papierowa (-48 kg)        | Maikro Romero         | Alexandr Nalbadyan      | Roel Velasco Siergiej Kazakow         |
| Waga musza (-51 kg)            | Ersin Zheylelov       | Roberto Benitez         | John Medina Wachtang Darczinian       |
| Waga kogucia (-54 kg)          | Timur Tulyakov        | Waldemar Font           | Jose Santa Cruz Antonio Rodriguez     |
| Waga piórkowa (-57 kg)         | Teaunce Shepherd      | Andriej Kozłowski j     | Michael Evans Aleksandr Mitiszew      |
| Waga lekka (-60 kg)            | Mario Kindelán        | Jacob Hudson            | Aleksiej Leonow Aleksandr Maletin     |
| Waga lekkopółśrednia (-63,5kg) | Ricardo Williams      | Ebo Elder               | Paata Gwasalija Dmitrij Pawluczenkow  |
| Waga półśrednia (-67 kg)       | Andriej Miszyn        | Larry Mosley            | Miguel Espino Roberto Guerra          |
| Waga junior średnia (-71 kg)   | Juan Hernández Sierra | Gajdarbiek Gajdarbiekow | Jermain Taylor Darnell Wilson         |
| Waga średnia (-75 kg)          | Ariel Hernández       | Jean-Paul Mendy         | Dmitrij Strielczinin Dilshod Yarbekov |
| Waga półciężka (-81 kg)        | Isael Álvarez         | Olanda Anderson         | Dienis Lebiediew Jewgienij Makarienko |
| Waga ciężka (-91 kg)           | Félix Savón           | DaVarryll Williamson    | Igor Kszynin Malcolm Tann             |
| Waga super ciężka (+91 kg)     | Paolo Vidoz           | Alexis Rubalcaba        | Dmitrij Diagiliew Dominick Guinn      |